# Clinique du Saint-Rédempteur
La clinique du Saint-Rédempteur est née en 1948 de la volonté conjointe de personnalités religieuses comme Monseigneur Lavarenne, directeur des Œuvres pontificales missionnaires et de sœur Marie-Suzanne chercheuse à l'Université catholique de Lyon appuyés par un groupe de médecins lyonnais.
Située dans les hauteurs de La Croix-Rousse dominant la Saône, cet établissement assura de 1948 à 1988 sous le parrainage des Œuvres pontificales missionnaires les soins aux missionnaires revenant malades des pays tropicaux. Sa léproserie fut aussi un centre de recherche dont le laboratoire a joué un rôle dans l'évolution des connaissances sur cette maladie. L'Association médicale missionnaire y donnait une formation sanitaire à des religieux repartant dans les pays tropicaux. Cette association a développé son action au bénéfice de personnels de santé laïcs ou religieux se préparant à agir dans des pays démunis et ce, sans tenir compte de leur appartenance confessionnelle; elle s'est dissoute lors de son assemblée générale du 2 juin 2016. 
Si les locaux de l'ancienne Clinique du Saint-Rédempteur, liés à l'histoire du quartier de la Croix-Rousse, présentent quelques particularités architecturales intéressantes, son rôle historique dans la lutte contre la lèpre en France est dominé par la personnalité de Sœur Marie-Suzanne.

## La maison Ingouville
En 1946, les autorités religieuses, soutenues par le monde médical lyonnais et l'Université catholique de Lyon ont fondé une association loi de 1901, l'Association médicale missionnaire (AMM), qui acquit une maison et son parc rue de la belle Allemande et en assura la remise en état. Le parc initial comprenait une maison annexe qui a été conservée et de nombreux massifs floraux.
Ce parc a été largement démembré au cours des années ce qui a permis la construction de la maison de retraite « l'Hermitage Croix-Rousse » et de l'ensemble immobilier « La belle Allemande ».
| Le grand escalier menant du parc à la salle d'honneur. | Une maison annexe à la villa d'un style inhabituel en région lyonnaise |

Cette maison, nommée Ingouville, avait été construite vers 1830 par Claude MAURIER, soyeux lyonnais, ami du Maréchal Thomas-Robert Bugeaud et beau-père du futur général Louis Jules Trochu, alors aide de camp.
Son nom est difficilement explicable mais semble d'origine normande. Deux localités de cette région portent ce nom. Ingouville sur mer à laquelle Gustave Flaubert fait allusion dans Madame Bovary et la commune d'Ingouville rattachée au Havre en 1852.
Il pourrait s'agir également d'une référence à la pièce de théâtre "Le muet d'Ingouville" qui se déroule à Ingouville sur mer, jouée pour la première fois au Théâtre du Gymnase le 5 octobre 1836  et qui a obtenu un vif succès. Elle a par exemple été signalée dans "Le Censeur Journal de Lyon Politique Industriel et Littéraire" du 31/07/1839.
Au fil des transmissions, la maison était passée à la famille Voisin. Madame Voisin, ayant perdu lors de la guerre de 1914-1918, trois de ses sept enfants a vendu cette maison dans des conditions avantageuses sous réserve qu'elle soit utilisée pour la science et pour la santé.
Du point de vue architectural, elle relève du néo-palladianisme inspiré par l'architecte de la Renaissance italienne Andrea Palladio. Le rythme ternaire de sa façade avec trois étages dont le plus haut en mezzanine et un centre à colonnes entouré de deux fenêtres est caractéristique de ce courant. Son plan rectangulaire est très classique.
On y remarque encore quelques fresques au plafond de la pièce principale.
| Très joli plafond à caissons datant environ de 1840. | Détail d'un caisson |

## La clinique
Elle comprenait 13 chambres et 21 lits. Sur dix ans, entre l'ouverture en décembre 1948 et 1968, une soixantaine de malades ont été accueillis dont une douzaine de religieux. En 1961, ces derniers ne représentaient qu'un malade sur cinq. Les autres patients étaient des laïcs, parfois des ménages. On y trouvait des enfants comme des adultes, des européens comme des vietnamiens, des antillais ou des africains.

## La lutte anti-lépreuse
Elle reposait sur Sœur Marie-Suzanne (1889-1957) née Alice Novial à Paris d'une famille du Creusot.
Après avoir commencé des études de médecine, elle avait exercé des responsabilités d'infirmière dans l'île de Makongai aux Nouvelles Hébrides, l'actuel Vanuatu, dans une très importante léproserie. À son retour à Paris, elle a travaillé de 1938 à 1942 à l’Institut Pasteur et à l’hôpital Saint-Louis. En 1944, elle rejoint Lyon où Mgr Joseph Lavarenne lui confie un laboratoire. Elle y sera soutenue par les professeurs Chambon, Noël et Sohier.
Son travail très fécond a donné lieu à de nombreuses publications scientifiques, notamment dans les très réputées Annales de l'Institut Pasteur de Paris.
En 1951, elle isole à partir d'une lésion lépreuse une mycobactérie qui sera présentée par le professeur Penso, microbiologiste spécialiste de la taxonomie des mycobactéries, professeur à l’Istituto superior de sanita, centre de référence italien, au cours du sixième Congrès international de microbiologie en 1953 sous le nom de Mycobacterium marianum en hommage à la société de Marie. Cette présentation sera étayée en 1954 dans la revue de l’Istituto.
Elle tentera d'utiliser cette souche comme vaccin antilépreux mais sans résultat probant.
Son nom a été donné à une rue de Saint Nazaire (Loire-Atlantique).

## Devenir de la clinique
En 1988, la clinique ne correspondant plus à un réel besoin a été fermée et l'association a recentré son action sur la formation dans le domaine de la santé. Le bâtiment principal sert aux cours et à l'administration, le bâtiment annexe permet d'héberger les stagiaires qui en font la demande.